# Ave Maria (Margherita Vicario)
Ave Maria è un singolo della cantante italiana Margherita Vicario, pubblicato il 28 aprile 2023 come primo estratto dal secondo EP Showtime dall'etichetta Island Records.

## Video musicale
Il video musicale, diretto da Francesco Coppola, è stato pubblicato contestualmente all'uscita del singolo sul canale YouTube ufficiale della cantante.

## Tracce
Testi di Margherita Vicario, musiche di Dade.
1. Ave Maria – 3:22